# جورج هنری فوکه
جورج هنری فوکه (انگلیسی: George Henry Fowke; ۱۰ سپتامبر ۱۸۶۴ – ۸ فوریهٔ ۱۹۳۶) فرد نظامی اهل بریتانیا بود. وی همچنین برندهٔ جوایزی همچون نشان حمام شده‌است.